# 桃ヶ池公園
桃ヶ池公園（ももがいけこうえん）は、大阪市阿倍野区桃ヶ池町1丁目にある公園。

## 概要

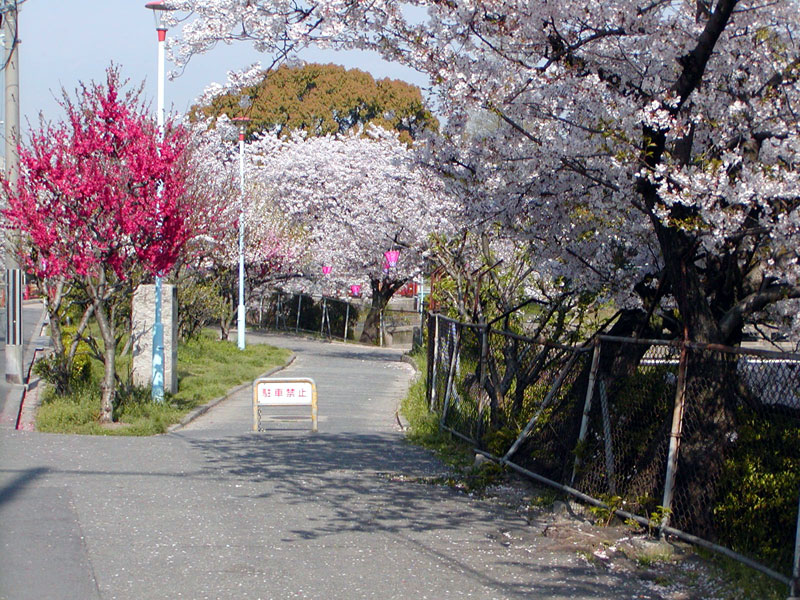
桃ヶ池公園のサクラとハナモモ

大阪市が設置している地区公園である。桃ヶ池とその周囲の遊歩道、児童遊園などで構成されている。公園の面積は71,448平方メートル。
公園内にはハナモモやサクラの木が植えられ、ハナモモやサクラの名所として知られる。公園の風景は、すぐ東側を通るJR阪和線の列車の車窓からも見ることができる。

## 歴史
池は古くから「ももがいけ」と呼ばれていたが、かつては「百ヶ池」「脛ヶ池」「股ヶ池」とも表記された。名称については、池がいくつもあるため百ヶ池という説や、池の形が股引のような形になっていることに由来するという説や、聖徳太子の使いが大蛇退治をした際水深が腿程度だったためなどの説がある。
かつて猫間川の源流の一つであった。
江戸時代には「百ヶ池」の表記が見え、明治大正頃には「股ヶ池」が定着していたが、昭和8年に市が整備し、都市計画公園として開園するにあたり、字が分かりにくいなどの理由で同じ発音の「桃」の字をあてた「桃ヶ池」の表記とし、以後それが定着した。
なおその後も大正時代より近くを走っていた南海平野線の駅名は股ヶ池停留場であり、公園内にある神社は「股ヶ池明神」の表記のままとなっている。
明治大正年間までは、近隣は農村地帯であり、灌漑用に使われた他、鯉や鮒の養殖が行われ、ウナギやナマズが特産であったという。
阿倍野区昭和町、阪南町は大正末より昭和初期にかけて、市によって長屋建築を都市計画として行い整備されたが、桃ヶ池地域においても長屋建築を斡旋し、その名残の住宅地が公園内に多く残る。
大阪市はその後桃ヶ池を整備し1933年10月25日に桃ヶ池公園として開園した。この桃ヶ池公園は、都市計画に基づく区画整理で完成した公園としては、日本初のものである。

### 股ヶ池明神
桃ヶ池にまつわる伝説として、「桃ヶ池に棲んでいた大蛇を聖徳太子が退治した」という内容が伝えられている。その際、股ヶ池浮島に穴を掘り大蛇の死体を埋葬したが、その後も怪異が続くというので霊を鎮めるため「おろち塚」が作られ、昭和初期まで残っていたとされる。
桃ヶ池公園に隣接して設置されている「股ヶ池明神」は、天明年間（1780年代）に角田某という人物が、夢に出た蛇霊を奉るために、おろち塚の北一丁の位置に丸高竜王、丸長竜王として祭ったことが起源と伝わる。
これら伝承を信じるならば、おろち塚は股ヶ池明神の南に109m（1丁＝60間＝109m）の位置にあったということになる。おろち塚の位置＝埋葬した浮島かははっきりしないが、現在地元で「蛇島」と呼ばれている中央の島がその場である可能性がある。
股ヶ池明神は神仏習合の様相を色濃く残す神社であり、不動明王や地蔵菩薩、さらには内部には聖徳太子、弘法大師も祀られている。
地下の不動明王が祀られている箇所は上部より水が流れ落ちる構造が作られており、小規模ながら滝行のようなものが過去行われていた様子がある。
神社本庁に属する正式な神社ではなく、地域住民により維持管理されてきている。
かつて、NHK大阪制作による連続テレビ小説『てっぱん』において、ロケ地となり、劇中に登場するシーンがある。

### 田辺古墳群
池周辺は古代より集落であったと考えられ、阪和線の高架工事の際に弥生時代の遺跡が発掘されたり、近隣のマンション工事の際に弥生遺跡が出たことがある。
近辺は田辺古墳群といい、古文献にはこのあたりに古墳が多くあるとの記述もあり、事実近隣の山阪神社も古墳であることが近年分かってきた。そのような古い土地柄のため、旧石器時代から江戸時代まで、近隣でさまざまな時代の遺構が出ている。

## 交通
- JR阪和線 南田辺駅 北へ約500m
- 地下鉄御堂筋線 昭和町駅 東へ約500m
- 地下鉄谷町線 田辺駅 西へ約400m
- 近鉄南大阪線 北田辺駅 西へ約700m